# جرارد بری
جرارد بری (انگلیسی: Gerard Barri؛ زادهٔ ۲ ژانویهٔ ۲۰۰۱) بازیکن فوتبال است.